# Reissertova syntéza indolů
Reissertova syntéza indolů je posloupnost organických reakcí sloužící k přípravě nesubstituovaných i substituovaných indolů (4 a 5) z 2-nitrotoluenů 1 a diethyl-oxalátu 2.
Ethoxid draselný je pro tuto reakci vhodnější zásadou než ethoxid sodný.

## Mechanismus
Reissertova syntéza začíná kondenzací o-nitrotoluenu 1 s diethyloxalátem 2 za vzniku ethyl-o-nitrofenylpyruvátu 3. Redukční cyklizací této látky pomocí zinku v kyselině octové se tvoří indol-2-karboxylová kyselina 4. Tuto kyselinu lze zahřátím dekarboxylovat na indol 5.

## Obměny

### Butinova varianta
U Butinovy varianty jde o vnitromolekulární obdobu Reissertovy syntézy, při které se otevřením furanového kruhu vytváří karbonylová skupina nutná k cyklizaci na indol. Konečný produkt obsahuje ketonovou skupinu, což umožňuje další reakce.